# Colom bru ala-roig
El colom bru ala-roig (Petrophassa rufipennis) és una espècie d'ocell de la família dels colúmbids (Columbidae) que habita zones amb arbres prop de la costa australiana de la Terra d'Arnhem.